# Gauausschuss Volksmusik im Gau Oberdonau
Im Zuge der nationalsozialistischen Umgestaltung des Vereinswesens in Österreich ab 1938 wurde das Österreichische Volksliedunternehmen aufgelöst. In Oberösterreich ging es im Gauausschuss für Volksmusik im Gau Oberdonau auf. Hans Commenda, der bisherige Treuhänder des Volksliedunternehmens in Oberösterreich wurde von den Nationalsozialisten abgelöst.
1939 wurde Hermann Derschmidt Leiter des Archivs des Gauausschusses Volksmusik im Reichsgau Oberdonau, später übernahm er die Gesamtleitung dieses Gauausschusses.
Dieser Gauausschuss unterstand direkt der kulturellen Gauselbstverwaltung in Oberdonau und wurde auch von Gau finanziert. Die entsprechenden Richtlinien für Gauarchive wurden vom Staatlichen Institut für Deutsche Musikforschung, Abteilung II – Volksmusik in Berlin erstellt.
In fachlicher Hinsicht unterstand der Gauausschuss diesem Institut für Musikforschung in Berlin, dessen Leiter Alfred Quellmalz war.
Neben der Fortsetzung der Sammeltätigkeit durch die Ausschussmitglieder wurden für NS-Jugendorganisationen wie Hitlerjugend (HJ), Bund Deutscher Mädel (BDM) oder Deutsche Jugend (DJ) Fortbildungskurse angeboten und entsprechendes Material zur Verfügung gestellt.
1946 wurde, in Oberösterreich wieder unter der Leitung von Hans Commenda, das „Österreichische Volksliedunternehmen“ neu gegründet, daraus ging später das Oberösterreichische Volksliedwerk hervor.